# Кристофер Минц-Плас
Кристофер Чарлс Минц-Плас (енгл. Christopher Charles Mintz-Plasse; Вудленд Хилс, 20. јун 1989), амерички је филмски и ТВ глумац, познат по улогама у филмовима Фајтер, Фајтер 2, Узори и Кул момци, поред многих.